# Băița de sub Codru, Maramureș
Băița de sub Codru este satul de reședință al comunei cu același nume din județul Maramureș, Transilvania, România.

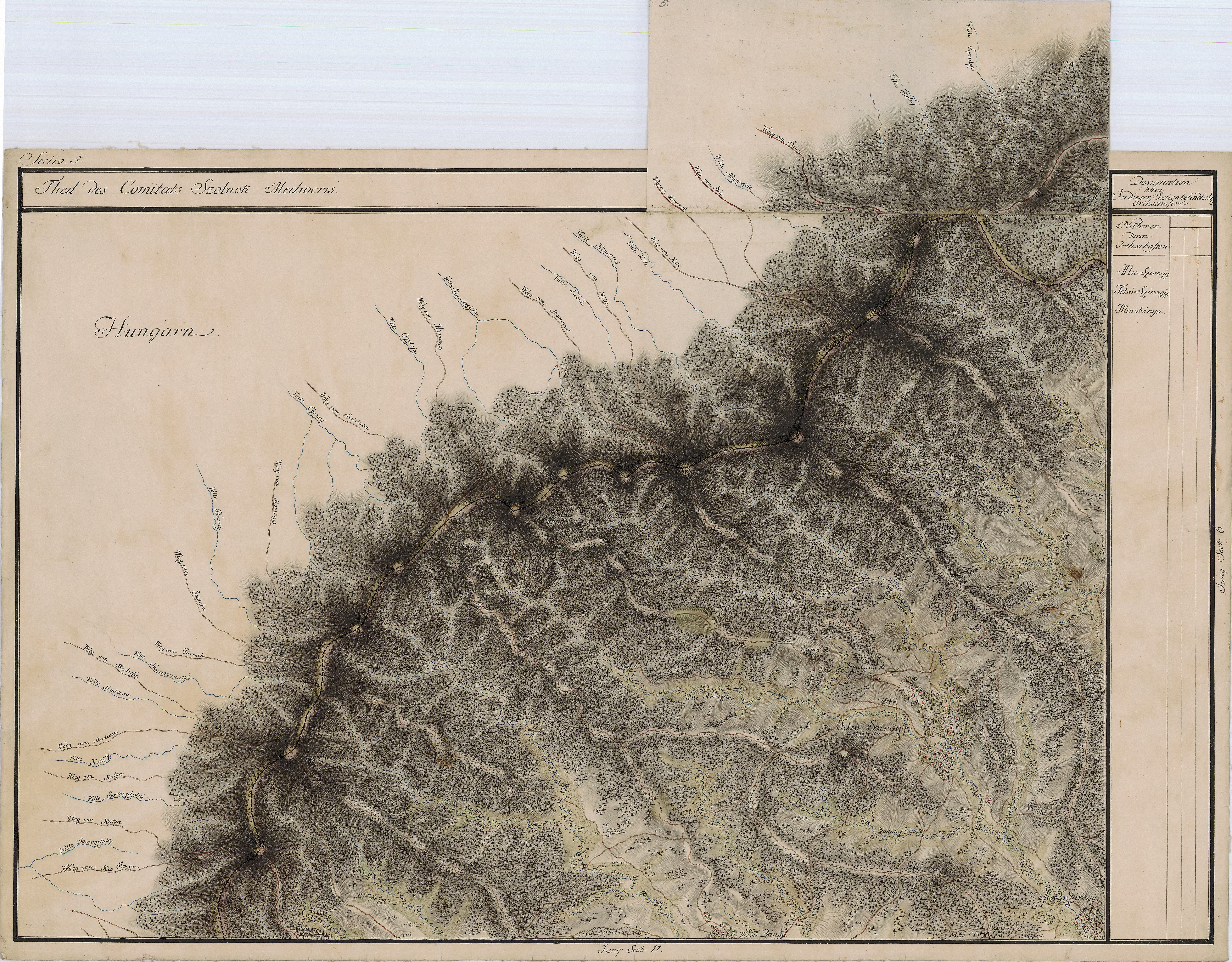
Băiţa în Harta Iosefină a Transilvaniei

## Istoric
Prima atestare documentară: 1475 (Mosobanya). 

## Denumirea localității
Denumirea actuală a satului datează de la 17 februarie 1968, dată la care a intrat în vigoare Legea nr. 2/1968 privind organizarea administrativă a teritoriului României. Până la acea dată satul a fost cunoscut sub denumirea de "Băița" cu varianta în limba maghiară "Mossobanya'" și "Kiss Banya".
Denumirea localității este dată de existența în secolele XV-XIX a unei activități de exploatarea a aurului în Codrul Băiței, a căror urme atât materiale cât și de toponimie sunt cunoscute și astăzi.
Schimbarea denumirii din "Băița" în Băița de sub Codru a fost determinată de existența pe teritoriul județului Maramureș a două localități cu denumirea "Băița", cea de-a doua în componența comunei Tăuți Măgherăuș și de faptul că în mod obișnuit pentru diferențierea celor două localități li se atribuia frecvent terminația "de sub Codru".

## Etimologie
Etimologia numelui localității: din Băița (< s. baie „mină” + suf. dim. -ița) + de + sub + Codru (lat. *quodrum = quadrum). 

## Așezare
Băița de sub Codru se află situată în zona de sud-vest a județului Maramureș, la circa 50 km de reședința de județ - Baia Mare -  în zona etnografică cunoscută sub denumirea de "Țara Codrului", la limită cu județul Satu Mare și în apropierea limitei cu județul Sălaj, avânda ca vecini: comuna Ariniș la est, comuna Băsești la sud, comuna Homoroade din județul Satu Mare la vestși comuna Asuajul de Sus, la nord.
Satul Băița de sub Codru - este localitate de rangul IV potrivit Legii 351-2001

## Demografie
Potrivit recensământului populației din ianuarie 2002, populația localității Băița de sub Codru este de 1582 locuitori, din care 1560 români, 3 maghiari și 19 rromi. 

## Manifestări tradiționale locale
Sânzâienele (obicei folcloric; luna iunie). 